# Philotheca reichenbachii
Philotheca reichenbachii là một loài thực vật có hoa trong họ Cửu lý hương. Loài này được Sieber ex Spreng. miêu tả khoa học đầu tiên năm 1827.